# Льняная блошка
Льняная блошка (лат. Aphthona euphorbiae) — вид листоедов (Chrysomelidae) из подсемейства козявок (Galerucinae).. Распространён в Европе, Кавказе, Турции, на Ближнем Востоке и Марокко. Взрослые жуки и их личинки питаются листьями молочая (Euphorbia) (молочайные). Блошка льняная также является вредителем льна. Вредят жуки и личинки. Личинки едят корни льна в почве. Льняные блошки ухудшают качество льняного волокна.